# Castillo de Cap Roig
El castillo de Cap Roig es un palacio historicista de España del siglo XX declarado monumento protegido como bien cultural de interés nacional del municipio de Palafrugell (Baix Empordà).

## Descripción
El castillo de Cap Roig se encuentra en una gran finca situada en la parte sur del término de Palafrugell. Se trata de un conjunto formado por un edificio principal y otras dependencias auxiliares, para construirlo se aprovecharon elementos antiguos. De hecho, la construcción intenta reunir en un espacio unitario diversos elementos característicos de la época medieval: castillo, claustro, torre, iglesia, ... El efecto es "pintoresco" dentro del eclecticismo.
Edificio de tipo medieval con torre enmerlatada, edificado en 1931, con elementos góticos y antiguos aprovechados en la obra.

## Historia
El conjunto del castillo de Cap Roig, llamado popularmente "El Castell del Rus" fue construido para residencia del coronel Nicolás Woevodski, exiliado de Rusia a raíz del a revolución de 1917, y de su esposa, la inglesa Dorotea Webster, experta en antigüedades, de acuerdo con un proyecto realizado por el mismo coronel. En la gran extensión de terreno que rodea la residencia crearon un jardín botánico. Los primeros terrenos fueron adquiridos en 1927. La posesión pasó a la muerte de los propietarios a una entidad bancaria, y actualmente está abierto al público.